# Aleksandra Wesołowska
Aleksandra Maria Wesołowska z domu Macierewicz (ur. 5 maja 1976) – polska specjalistka w zakresie mleka kobiecego (laktotechnologia) związana z Warszawskim Uniwersytetem Medycznym.

## Życiorys
W 2000 ukończyła studia biologiczne na Uniwersytecie Warszawskim. W 2007 doktoryzowała się z biologii molekularnej w Instytucie Biologii Doświadczalnej im. Marcelego Nenckiego Polskiej Akademii Nauk na podstawie rozprawy Wykorzystanie siRNA w badaniach roli transformującego czynnika wzrostu B w migracji i inwazyjności komórek glejaka (promotorka – Bożena Kamińska-Kaczmarek). W 2020 habilitowała się w dziedzinie nauk o zdrowiu w dyscyplinie nauk o zdrowiu w Instytucie Medycyny Wsi im. Witolda Chodźki w Lublinie, przedstawiając cykl publikacji Gospodarka jakościowa i ilościowa mlekiem kobiecym na oddziale intensywnej terapii noworodka z uwzględnieniem pokarmu z banku mleka.
Naukowo zajmuje się zagadnieniami związanymi z zależnością składu mleka od diety oraz czynników środowiskowych, metodami utrwalania mleka kobiecego oraz ryzykiem zakażenia dziecka od matki chorującej na COVID-19 oraz wpływem zmian w opiece okołoporodowej, wynikających z pandemii, na sposób żywienia niemowląt.
W latach 2001–2004 pracowała jako młodsza asystentka w Instytucie Transplantologii Kliniki Nefrologii i Transplantologii Warszawskiego Uniwersytetu Medycznego. Od 2004 do 2008 asystentka w Zakładzie Regulacji Transkrypcji Instytutu Biologii Doświadczalnej PAN. W 2008 rozpoczęła pracę w Zakładzie Biochemii II Wydziału Lekarskiego WUM. W 2012 została kierowniczką banku mleka w Specjalistycznym Publicznym Szpitalu Klinicznym im W. Orłowskiego Centrum Medycznego Kształcenia Podyplomowego, a w 2015 p.o. kierownika Uniwersyteckiej Pracowni Badań nad Mlekiem Kobiecym i Laktacją przy Regionalnym Banku Mleka w Szpitalu Specjalistycznym im. Św. Rodziny w Warszawie Wydziału Nauk o Zdrowiu WUM. W 2023 na wniosek prezesa Agencji Badań Medycznych Radosława Sierpińskiego została powołana w skład Naczelnej Komisji Bioetycznej przez ministra zdrowia Adama Niedzielskiego.
Prezeska i współzałożycielka powstałej w 2010 Fundacji Bank Mleka Kobiecego. Członkini Zarządu Europejskiego Stowarzyszenia Banków Mleka (EMBA) oraz Rady Naukowej Stowarzyszenia Banków Mleka Zjednoczonego Królestwa (UKAMB). 
Laureatka m.in. nagrody im. T. Sendzimira Fundacji Kościuszkowskiej za projekt reaktywacji banków mleka w Polsce (2008) oraz nagrody Ministra Nauki i Szkolnictwa Wyższego za wybitne osiągnięcia naukowe i naukowo-techniczne w kategorii badań na rzecz społeczeństwa (2018, 2019).
Córka Antoniego Macierewicza i Hanny z domu Natora. Matka czwórki dzieci.